# 윤태식 (트레이너)
윤태식(1984년 5월 4일 ~ )은 대한민국의 스포츠트레이너 겸 보디빌더이다.

## 학력
- 고려대학교 대학원 스포츠운동과학
- 고려대학교 사회체육학 학사

## 출연작

### 예능
- XTM 《절대남자 2》
- On Style 《더 바디쇼 3 : 마이 보디가드》
- Mnet 《아이돌학교》

### 드라마
- 《안투라지》 (tvN, 2016년)